# Fra Bartolomeo
Fra Bartolomeo (cunoscut și ca Fra Bartolomeo di Pagholo sau Baccio della Porta) (n. 28 martie 1472 - d. 6 octombrie 1517) a fost un pictor renascentist italian pe teme religioase. 

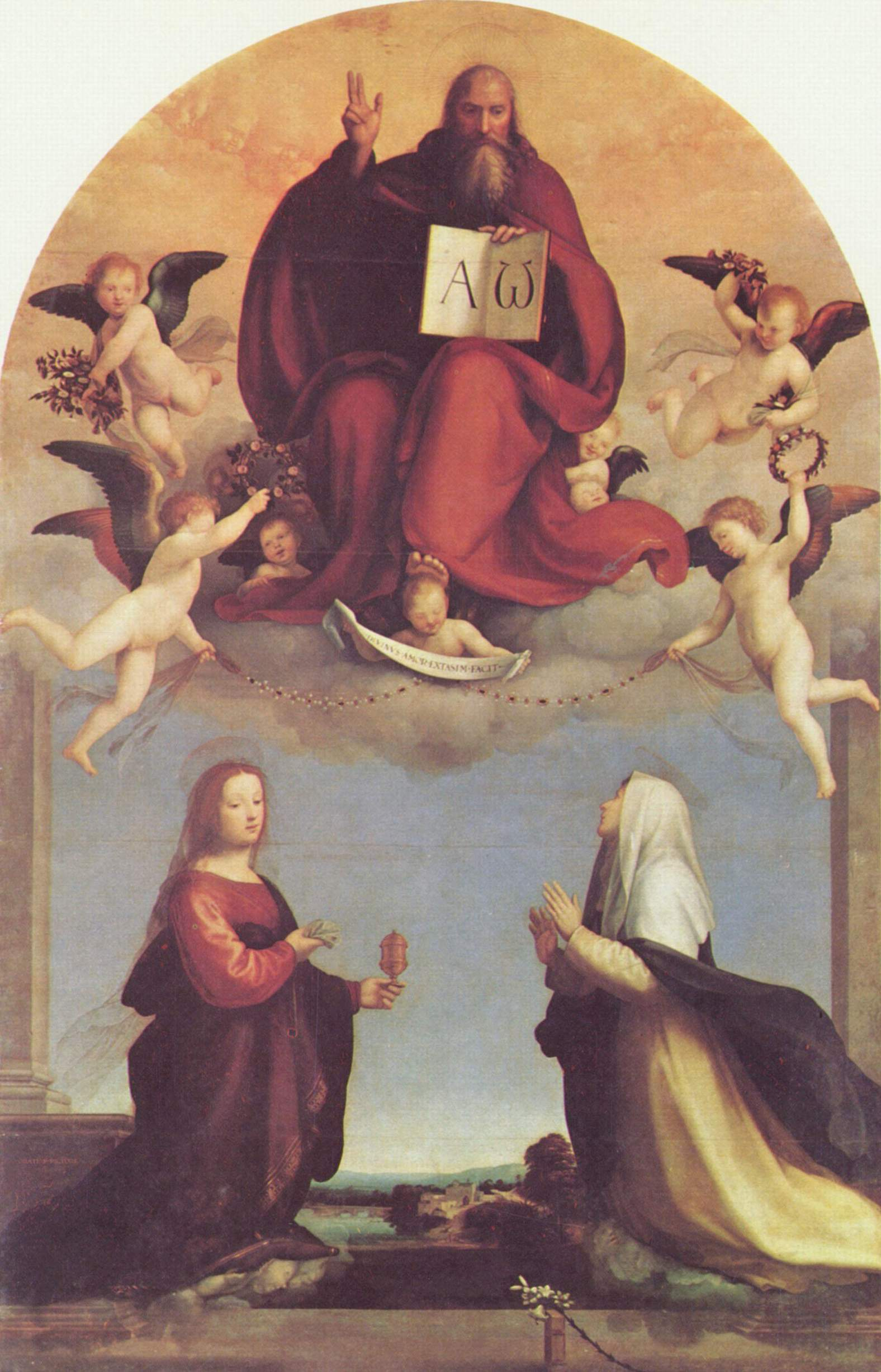
Pictură de Fra Bartolomeo din 1509